# Villa Rucellai

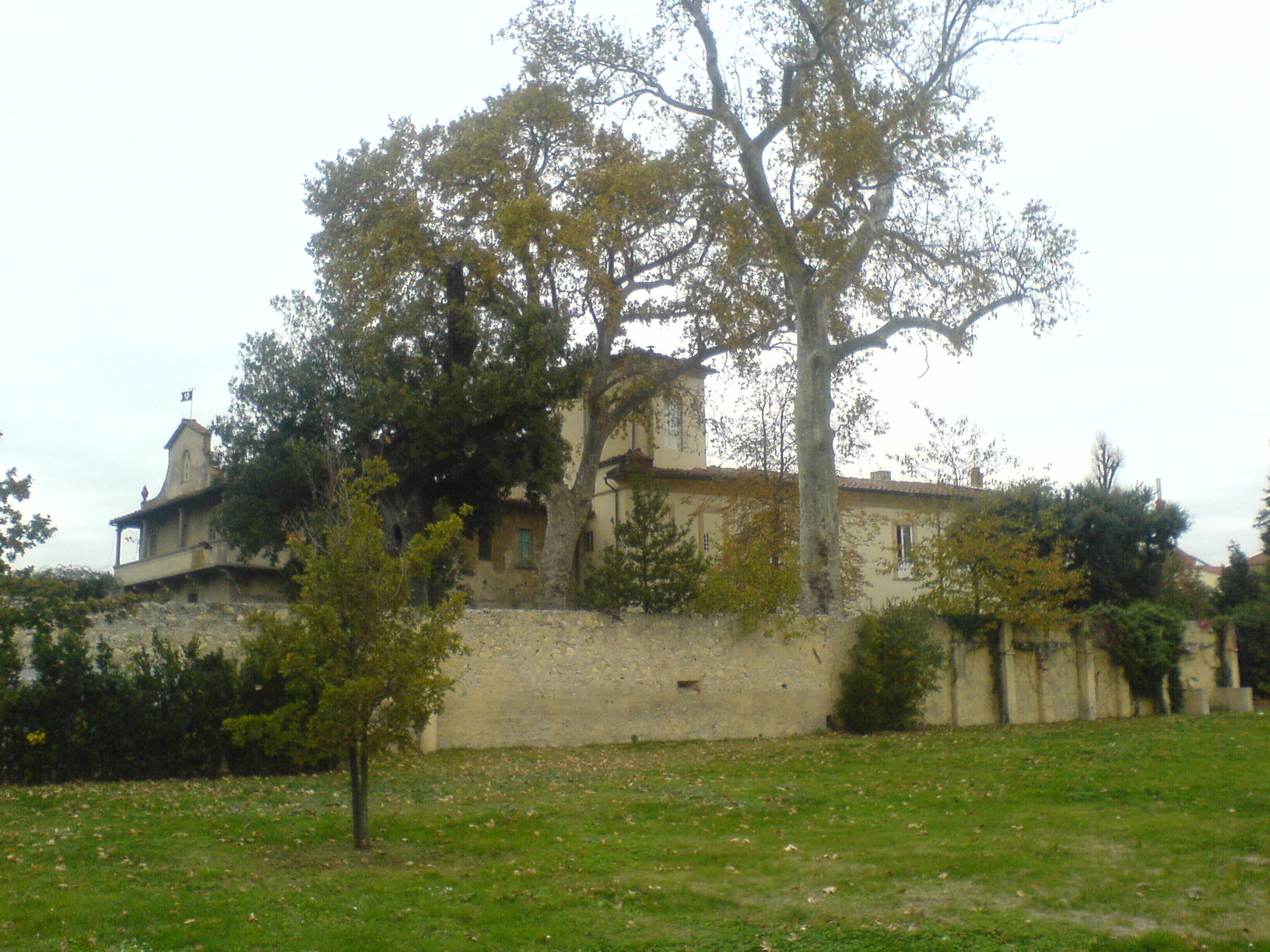
Il retro della villa.

La Villa Rucellai o Villa Il Pratello si trova nel centro storico di Campi Bisenzio.

## Storia e descrizione
L'edificio, originario del XV secolo, fu da sempre di proprietà della nobile famiglia fiorentina dei Rucellai, che fu sempre particolarmente legata alla storia campigiana. La costruzione quattrocentesca, che a sua volta era stata edificata su un vecchio edificio del XIII secolo (di cui si conservano una torre ed un arco) fu poi ristrutturata ed abbellita a fine del XVIII secolo.
La villa è stata acquistata alcuni anni fa dall'amministrazione comunale e, sottoposta ad un completo restauro, è oggi destinata ad ospitare gli uffici della segreteria del sindaco, della presidenza del consiglio comunale e dei gruppi consiliari, oltre che ad essere prestigiosa sede di rappresentanza del comune e di numerosi eventi culturali. La villa è circondata da un parco, anch'esso recuperato e aperto al pubblico.